# Altsek
Altsek (bulgariska: Алцек) är ett distrikt i Bulgarien.   Det ligger i kommunen Obsjtina Dobritj-Selska och regionen Dobritj, i den nordöstra delen av landet, 400 kilometer öster om huvudstaden Sofia.
Omgivningarna runt Altsek är en mosaik av jordbruksmark och naturlig växtlighet. Runt Altsek är det ganska tätbefolkat, med 78 invånare per kvadratkilometer.